# Stuart Griffing
Stuart Griffing   (New Haven, 9 de novembre de 1926 - Cincinnati, 20 de desembre de 2021) fou un remer estatunidenc que va competir durant la dècada de 1940.
El 1948 va prendre part en els Jocs Olímpics de Londres, on guanyà la medalla de bronze en la prova del quatre sense timoner del programa de rem. Formà equip amb Frederick Kingsbury, Gregory Gates i Robert Perew.